# Municipio de Eloxochitlán (Puebla)
El municipio de Eloxochitlán es un municipio mexicano localizado en la parte sureste del estado de Puebla. Su nombre significa “entre las flores de elote”. En 1522 fue sometido por los españoles y para 1895 se logró constituir como un municipio libre. En el municipio hay un alto índice de población indígena: cerca del 44%.

## Información
Eloxochitlán está ubicado al sureste del estado. Colinda al norte con el municipio de Zongolica Estado de Veracruz, al sur, con Zoquitlán, al este con San Sebastián Tlacotepec y al oeste con Ajalpan. Tiene una extensión de 109 kilómetros cuadrados.

## Actividades económicas
En la parte alta del municipio se realizan actividades de explotación de bosques de madera para la construcción.
El municipio se dedica principalmente a la agricultura enfocándose en la producción de granos como el maíz, el frijol y el café.
La segunda actividad principal del municipio es la ganadería criando principalmente ganado bovino, porcino, caprino, ovino, equino y aves de corral, principalmente el pollo.

## Cultura
El 90% de la población es católica.
La fiesta patronal se realiza en honor a San Miguel Arcángel a finales del mes de septiembre de cada año.

### Gastronomía
La cocina típica de la zona incluye mole de cadera, o espinazo, totopos, tlaxcales y chileatole.
En cuanto a dulce podemos encontrar: conservas de durazno, tejocote y manzana.

## Marginación
Su índice de marginación es de 2.260 lo cual lo ubica en el segundo municipio con mayor marginación del estado. Se estima que más de 9000 mil habitantes hablan una lengua indígena y que el 44% de la población es indígena. 